# رادیو مراغه
رادیو مراغه (رادیو شهری مراغه) از رادیوهای شهری زیرمجموعهٔ صدا و سیمای آذربایجان شرقی است که در شهر مراغه، بلوار شهید درخشی، خیابان صدا و سیما فعالیت می‌کند. رادیو مراغه در سال ۱۳۹۷ خورشیدی، روزانه ۸ الی ۹ ساعت برنامه پخش می‌نمود.
این رادیو در ۱۹ مرداد ۱۳۷۵ خورشیدی با حضور حسن روحانی، علی‌اکبر ناطق نوری و علی کردان افتتاح شد و «حسین آزارشی» به عنوان اولین رئیس آن تعیین گردید.
در سال ۱۳۹۵ خورشیدی، ۵ نفر نیروی رسمی و ۲۰ نفر نیروی حق‌الزحمه‌ای در رادیو مراغه مشغول به کار بوده‌اند. این رادیو در سال ۱۳۹۶ خورشیدی، تعهد پخش ۹۰۰ ساعت برنامه در سال را داشته‌است.

## تاریخچه
ایدهٔ تأسیس رادیو مراغه برای اولین بار در اوایل دههٔ ۱۳۶۰ خورشیدی توسط «عبدالحسین فرهودی» سرپرست وقت صدا و سیمای آذربایجان شرقی مطرح گردید. در سال ۱۳۷۵ خورشیدی، علی کردان دستور تأسیس رادیو مراغه را صادر کرد. در همین راستا، یک دفتر موقت در طبقهٔ بالای ادارهٔ پست مراغه به رادیو اختصاص یافت و استودیو و اتاق فرمان در همین محل تجهیز شدند.
از سال ۱۳۷۸ خورشیدی، کار ساخت ساختمان اختصاصی رادیو مراغه در منطقهٔ «پهرآباد» و همچنین ۳ واحد سازمانی برای اسکان عوامل رادیو در سطح شهر شروع شد. نهایتاً این ساختمان در اسفند ۱۳۷۹ خورشیدی با نقشهٔ تیپ صدا و سیما افتتاح گردید و رادیو مراغه از سال ۱۳۸۱ خورشیدی از محل دائمی خود به پخش برنامه‌های رادیویی ادامه می‌دهد.

## دیجیتالی‌شدن
در تاریخ ۱۸ بهمن ۱۳۹۹ استودیو دیجیتال رادیو مراغه افتتاح گردید. همچنین این رادیو از طریق خط برگشتی به نودال صدا و سیمای آذربایجان شرقی متصل گردید تا در صورت لزوم، برنامه‌های رادیو مراغه از طریق نودال مرکز استان در سطح کل استان یا ایران پخش شود.

## برنامه‌ها
موارد زیر از جمله برنامه‌های تولیدی رادیو مراغه هستند:
1. سحر گوروشی (روزانه، ساعت ۸–۷)
2. یاشاییش نغمه‌سی (روزانه، ساعت ۱۰–۹)
3. رحمت قاپی‌سی (روزانه، ساعت ۱۳:۳۰–۱۲:۴۵)
4. آخشاملار سسی (روزانه، ساعت ۲۰-۱۹)[۱]
5. خطبه‌لر (شنبه‌ها، ساعت ۱۰)
6. سیزلر مسئوللار (یکشنبه‌ها، ساعت ۱۰)
7. تولید چرخه‌سی (دوشنبه‌ها، ساعت ۱۰)
8. قالارقی یول
9. افطار قوناخلیقی[۷]
10. مسابقهٔ حال خوش خواندن[۸]
11. مسابقهٔ رادیویی دفاع مقدس[۹]
12. ویژه برنامهٔ سوم خرداد[۱۰]